# Монтичело (Комо)
Монтичело је насеље у Италији у округу Комо, региону Ломбардија.
Према процени из 2011. у насељу је живело 44 становника. Насеље се налази на надморској висини од 327 м.